# Schuldkapitel
Das Schuldkapitel (lateinisch capitulum culparum) ist eine Zusammenkunft von Angehörigen eines Konvents von Ordensleuten, bei der Verstöße gegen die Ordensregel oder die Statuten vor der  Gemeinschaft bekannt werden.
Die Abhaltung eines Schuldkapitels bestand in fast allen Ordensgemeinschaften; es fand wöchentlich oder auch seltener statt, bei monastischen Orden im Kapitelsaal des Klosters. Das Schuldkapitel gehörte zu den frommen Übungen und hatte wie jedes Schuldbekenntnis sündentilgenden Charakter.
In der Tradition der Ordensgemeinschaften entwickelten sich über die Jahrhunderte hinweg eigenständige Grundformen und Entwicklungen. Bereits von dem frühen Mönchtum ist der klösterliche Brauch überliefert, dass Verfehlungen gegen die Klosterdisziplin in Form eines Selbstbekenntnisses vor der Gemeinschaft vorgebracht wurden; auch die Anzeige einer Verfehlung durch ein anderes Konventsmitglied war in manchen Orden möglich, jedoch sollte eine Correctio fraterna unter vier Augen vorausgegangen sein. Sühne für die Verfehlung wurde durch eine Buße geleistet, die vom Oberen auferlegt wurde.
In den Consuetudines des Benediktinerordens tauchte das Schuldkapitel erstmals Ende des 8. Jahrhunderts auf. Für die in den Benediktinerorden tätigen Laienbrüder (Konversen) galt die Regelung, dass sich die Brüder täglich nach der Prim im Kapitelsaal trafen, wo ein Kapitel aus der Regula Benedicti vorgelesen wurde. Nach dem Schuldkapitel erhielten sie ihre Arbeitsaufträge.
Bei den Cluniazensern und Zisterziensern des 12. bis 14. Jahrhunderts war die Bemessung der Bußen ins Ermessen des Oberen gelegt, doch konnten als Richtwerte angesehen werden: „Drei oder sechs Tage in ‚leichter Schuld‘; einen, drei oder sechs Tage in ‚schwerer Schuld‘; häufig einen oder zwei Tage davon unter Fastenauflagen bei Wasser und Brot; eine, drei, sieben oder vierzig körperliche Züchtigungen im Schuldkapitel; zwanzig- oder vierzigtägiger Verzicht auf den Platz im Chor für einen fehlenden Abt oder Offizialen; zeitlich genau definierte Dauer der Suspension von Priestermönchen; ebenso genau angegebene Dauer eines Rangverlustes; die Auflage, mehrere Tage auf dem Boden sitzend zu essen.“
Das öffentliche Bekenntnis beim Schuldkapitel war vorgeschrieben für das forum externum, den „äußeren Bereich“ der sichtbaren, öffentlich gewordenen Verfehlungen. Mit der Ausbreitung der Ordensgemeinschaften und der Entstehung von Ordensverbänden wurden sogenannte Visitations- und Generalkapitel eingeführt, auf denen auch die Ordensoberen einem Schuldkapitel unterzogen werden konnten.
Die Konstitutionen der Unbeschuhten Karmelitinnen sahen ab 1567 die Abhaltung des Schuldkapitels gemäß der Regel einmal in der Woche vor dem Essen vor. Dabei sollen die Verfehlungen der Schwestern von der Priorin, die zu diesem Zweck auch eine kurze Ansprache halten kann, „in Liebe korrigiert werden“. Dabei kann die Priorin nach ihrem Ermessen „die Strafe für eine Schuld, die nicht aus Bosheit begangen wurde, wenigstens das erste, zweite oder dritte Mal mildern oder abkürzen“. Umgekehrt sehen die Konstitutionen eine härtere Buße für gewohnheitsmäßig oder böswillig begangene Verfehlungen vor. Die Schwester soll dabei nur sprechen, um ihre eigenen Verfehlungen vorzutragen und um der Schwester zu antworten, die dem Kapitel jeweils vorsteht, falls diese etwas erfragt. Auch sollen die Schwestern nicht die Verfehlungen anderer im Kapitel ansprechen, sondern, wenn überhaupt erforderlich, der Priorin oder einem Visitator im Vertrauen vortragen. Nach Anhörung der Schwester und deren Zurechtweisung betet diejenige das Miserere.
In der Ordensregel der Ursulinen war das Schuldkapitel nicht explizit erwähnt, stattdessen ist die „schwesterliche Ermahnung“ (Exhortatio) festgeschrieben.
In manchen Orden ist es üblich, die Novizen, nachdem diese ihre Verfehlungen bekannt haben, hinauszuschicken, bevor das Schuldkapitel mit den Professen, bei denen traditionell entweder der älteste oder der jüngste Professe begann, fortgesetzt wurde.
Nach dem Zweiten Vatikanischen Konzil wurden im Zuge der Änderungen nach dem Erscheinen des Dekrets Perfectae caritatis – über die zeitgemäße Erneuerung des Ordenslebens in einigen Ordensgemeinschaften die Schuldkapitel abgeschafft, in anderen hingegen beibehalten.